# 黑色吸蜜鸚鵡
（英文：Black Lory），暱稱黑猩猩，分布在印度尼西亚和新几内亚部分地区。身长在30厘米左右，栖息在各种低地地区。具有较强攻击性，喜爱洗澡。
公鸟与母鸟轮流孵蛋，繁殖期大约在4-12月，一次产卵2颗，孵化期约25天，羽化期三个月。